# Олександрівка (Болградський район)
Олекса́ндрівка — село Городненської сільської громади Болградського району Одеської області в Україні. Населення становить 2457 осіб.

## Загальні відомості
Знаходиться на півночі Болградського району в долині річки Малий Катлабуг. Займає площу 2,5 км².

## Історія
Село Олександрівка — одне з найстаріших гагаузьких сіл Бессарабії. До переселення гагаузів на території села жили ногайські татари і поселення називалося Саталик-Хаджі.
У Бессарабію болгари і гагаузи переселилися з Болгарії під час російсько-турецьких воєн кінця XVIII — початку ХІХ століття. Перше переселення було в кінці XVIII століття. Ранні групи переселенців через відсутність вільних земель не мали можливості створювати окремі селища, вони селилися разом з місцевими жителями. На спільне проживання з ногайскими татарами вирішувалися в основному гагаузи, для яких схожість татарської і гагаузької мов полегшувало налагодження контактів. Перші гагаузкі сім'ї, які оселилися в селищі Саталик-Хаджі — Дишли (Мариння), Васіліогло (Симула), Васіліогло (Костанда), Драганови (Драганна).
Після підписання в 1812 році між Росією і Туреччиною Бухарестського мирного договору, Бессарабія відійшла до Росії і ногайські татари пішли з Бессарабії. Після цього почалося масове переселення болгар і гагаузів в Бессарабію.
1821 вважається роком заснування тут гагаузького села (за деякими джерелами — 1823). Воно спочатку називалося, як і раніше — Саталик-Хаджі.
У 1828—1832 рр. було останнє переселення в Саталик-Хаджі. У 1832 р в селі було 47 старих сімей і 46 нових сімей, які прибули під час останнього переселення. Село належало до розряду казенних земель, тобто державних. Тут не було поміщицьких господарств, кріпосного права. Воно входило в Нижньо-Буджацький округ. Село володіло 5100 десятинами придатної землі, у середньому на одну сім'ю доводилося 54,5 десятин. У 1847 р в селі проживали 124 сім'ї, з них 64 вважалися бідними.
Пізніше село було перейменовано в Олександрівку. Існує припущення, що воно названо в честь російського царя Олександра І.
1 березня 1842 в селі була відкрита початкова парафіяльна ланкастерська школа. Вона називалася Саталик-Хаджійська парафія св. Іоана Богослова. У школі був один клас, навчалося 16 учнів — хлопчиків. Викладав учитель Ізмаїльського вільного цеху — матрос Бабійчук. Школа утримувалася на кошти сільської парафії. Вивчалися предмети: читання, чистописання, Закон Божий, коротка Священна історія і 4 правила арифметики. Навчання в школі було однорічним і велося російською мовою. Закон Божий вивчався церковно-слов'янською мовою.
Наприкінці ХІХ ст. початкова школа була перетворена в трирічну, пізніше — чотирирічну. Приблизно в 1895 р почалося будівництво кам'яного будинку школи, у якому і сьогодні навчаються учні.
На початку ХХ ст. в селі була гімназія. У цьому навчальному закладі навчалися не тільки місцеві жителі, сюди приїжджали вчитися і з інших місць. Дівчатка і хлопчики навчалися окремо. Деякі випускники гімназії пізніше стали вчителями Олександрівської школи. Це Ботанов Андрій Іванович, Ботанова Наталія Олексіївна, Дишли Дмитро Дмитрович, Драганов Георгій Трифонович.
У 1907 році Олександрівка входила в Іванівсько—Болгарську волость Аккерманського повіту. У 1907 р в селі проживало 2350 чоловік. Земля була розподілена між селянами у власність по 2 десятини на душу.
У 1908 році в Олександрівці почалося будівництво лікарні. Але воно не було завершено.
У січні 1918 року в селі була проголошена Радянська влада. Потім село стало належати Румунії. Навчання в школі велося румунською мовою.
У 1925 році в селі розпочалося будівництво чоловічого монастиря з храмом на честь Різдва Пресвятої Богородиці, який в тому ж році був побудований і освячений. У 1934 році монастир був реорганізований в жіночий, черниці були переведені з Варзарештского і Дмитрівського скиту. З їх числа черниця Зінаїда (Терзіоглу) призначена першою настоятелькою. Серед прийнятих тоді ж в монастир послушниць була ігуменя Алевтина, призначена настоятелькою в 1944 р і стояла на чолі обителі до самої кончини в 1987 р

### Сучасність
28 червня 1940 року село увійшло до складу УРСР. Під час Другої світової війни настала друга румунська окупація. Воєнних дій на території села не було. Основна маса населення не брала участь у бойових діях на фронтах. У 1944 році радянські війська звільнили село.
У 1946—1947 роках олександрівці пережили голод. Дуже багато людей померло. Були випадки канібалізма.
У 1947—1948 роках були створені перші колгоспи «Шлях Леніна», «Сталінський шлях», «Крупська». Головою колгоспу «Сталінський шлях» був Радулов В. Н., колгосп «Крупська» очолив Костєв П. М. Пізніше ці колгоспи були об'єднані в один колгосп «Шлях Леніна».
Деякі олександрівці були засуджені з політичних питань. Серед них колишній голова колгоспу Радулов В. Н. Він був звинувачений у зв'язках з румунською владою в роки окупації, засуджений на 25 років тюремного ув'язнення. Відбув 8 років, після XX з'їзду КПРС був реабілітований.
У 1959 р була зруйнована в селі церква і на цьому місці в 60-і роки побудований клуб.
У 1959 р семирічна школа перетворена в восьмирічну. На початку 60-х років кількість учнів в Олександрівській школі перевищила 500 осіб.
Олександрівська лікарня в 60-ті роки була однією з великих в районі, обслуговувала жителів і сусідніх сіл. У лікарні працювали терапевти, хірурги, дитячий лікар, стоматолог та інші фахівці. У селі діяли партійна, комсомольська, піонерська організації.
У 60-70-ті роки село було електро- і радіофіковано. Встановлено телефонний зв'язок.
У 1990 році Олександрівська школа стала середньою. У селі знову побудована церква.
У школі викладаються гагаузька мова та література, учні вивчають історію села, краю, гагаузького народу, його звичаї, традиції. Село не газифіковане. Не працює лікарня. Велика частина жителів села не забезпечена водою. Якість доріг до райцентру погана. Відсутні робочі місця.
В останні роки зменшилася чисельність населення. У селі багато порожніх будинків. Село належить до вимираючих.
19 липня 2020 року, в результаті адміністративно-територіальної реформи і ліквідації Болградського (1940  – 2020) району, село увійшло до складу новоутвореного Болградського району.

## Населення
Згідно з переписом 1989 року населення села становило 2293 особи, з яких 1072 чоловіки та 1221 жінка.
За переписом населення 2001 року в селі мешкало 2438 осіб.

### Мова
Розподіл населення за рідною мовою за даними перепису 2001 року:
| Мова       | Відсоток |
| ---------- | -------- |
| гагаузька  | 89,17 %  |
| російська  | 4,27 %   |
| болгарська | 3,42 %   |
| українська | 1,67 %   |
| молдовська | 0,98 %   |
| циганська  | 0,33 %   |

## Символіка
Олександрівський герб розділений на два поля блакитного та зеленого кольорів. У верхній частині зображена святиня і основна визначна пам'ятка села — Свято-Різдво-Богородичний жіночий монастир, у нижній — золоті колоски пшениці і один з найдавніших символів, що означає родючість і добробут — баран.
 
У основі герба розташовується лазурна стрічка з назвою села.
 
Прапор Олександрівки складається з трьох кольорів — червоного, блакитного і жовтого. У лівій його частині на червоній смузі знаходиться герб.
Розробником гербу є вчитель Олександрівського НВК Картакай Ольга Анатоліївна

## Культура
За межами села відомий ансамбль гагаузької пісні «Кирмизи Гюль»

## Відомі жителі
- Василіогло Костянтин — поет, педагог, учений. Народився в 1938 р в селі Олександрівка. Закінчив Олександрівську семирічну школу. У 90-ті роки брав активну участь у складанні латинського алфавіту, навчальних програм з гагаузької мови, підручників.
- Радулов Семен Іванович — український борець вільного стилю, бронзовий призер чемпіонату Європи, бронзовий призер Універсіади.